# Labessière-Candeil
Labessière-Candeil is een gemeente in het Franse departement Tarn (regio Occitanie) en telt 674 inwoners (1999). De plaats maakt deel uit van het arrondissement Albi.

## Geografie
De oppervlakte van Labessière-Candeil bedraagt 22,3 km², de bevolkingsdichtheid is 30,2 inwoners per km².
De onderstaande kaart toont de ligging van Labessière-Candeil met de belangrijkste infrastructuur en aangrenzende gemeenten.

## Demografie
Onderstaande figuur toont het verloop van het inwonertal (bron: INSEE-tellingen).